# Cercavo amore
Cercavo amore – singel Emmy Marrone, wydany 27 kwietnia 2012, pochodzący z albumu Sarò libera. Utwór napisali i skomponowali: Niccolò Verrienti i Roberto Casalino.
Singel znalazł się na 1. miejscu na oficjalnej włoskiej liście sprzedaży i na 68. miejscu na liście w Szwajcarii. Ponadto we Włoszech piosenka osiągnęła status platynowej za sprzedaż w nakładzie przekraczającym 30 tysięcy sztuk.

## Historia wydania
Piosenka została wydana jako singel 27 kwietnia 2012 przez wytwórnię Universal Music. Tego samego dnia odbyła się również jej premiera radiowa.
10 lipca 2012 zostały wydane dwa oficjalne remiksy piosenki. Utwór został wykorzystany ponadto w grze Just Dance 4, dostępnej od 2 października 2012 na całym świecie.

## Teledysk
16 maja 2012 został opublikowany oficjalny teledysk do piosenki, który wyreżyserował Marco Salom. W klipie wystąpiła Marrone wraz z trzema aktorami, a cała akcja dzieje się w ciemnym otoczeniu. Film przedstawia na przemian ujęcia tańca i walki piosenkarki z mężczyzną, a kończy go scena, w której wokalistka popycha statystę i kradnie samochód. W teledysku, w celu reklamy wykorzystano samochody Hyundai i10.

## Notowania

### Pozycje na listach sprzedaży
| Kraj       | Notowanie (2012) | Najwyższa pozycja | Certyfikat | Sprzedaż |
| ---------- | ---------------- | ----------------- | ---------- | -------- |
| Szwajcaria | Singles Top 75   | 68                |            |          |
| Włochy     | FIMI             | 1                 | platyna    | 30 000+  |